# 나카제촌 (시즈오카현)
나카제촌(中瀬村)은 시즈오카현의 서부, 도요다군·하마나군에 속해있던 촌이다.  현재의 하마마쓰시 하마나구 북동부에 해당한다.

## 역사
- 1889년 4월 1일 - 정촌제 시행에 의해 도요다군 나카제촌이 성립하였다.
- 1891년 4월 1일 - 군 개편에 의해 하마나군에 속하게 되었다.
- 1956년 4월 1일 - 하마나정, 기타하마촌, 아카사촌, 아카사촌, 이나사군 아라타마촌과 합병해, 하마나군 하마키타정이 성립하여, 동일 나카제촌은 폐지되었다.
- 1963년 7월 1일 - 기타하마정이 시로 승격해 기타하마시가 되었다.
- 2005년 7월 1일 - 기타하마시가 하마마쓰시에 편입되었다.
- 2007년 4월 1일 - 하마마쓰시가 정령지정도시로 승격해, 구촌지역은 하마키타구가 되었다.
- 2024년 1월 1일 - 하마마쓰시의 행정구역 개편에 따라 구촌 지역이 하마나구가 되었다.

## 교통

### 철도노선
촌 지역에는 철도 노선이 지나지 않지만, 엔슈철도 엔슈시바모토역, 엔슈이와스이수지역, 니시가시마역이 가까이에 위치해 있다. 

## 참고문헌
- 角川地名大辞典22静岡県